# Snowdrop (加藤和樹の曲)
『snowdrop』（スノードロップ）は、加藤和樹の11枚目のシングルである。

## 概要
- TYPE-A(CD+DVD)・TYPE-B(CD+DVD)・通常盤の3種類がある。
TYPE-AのDVDにはsnowdropのミュージックビデオ、TYPE-Bにはメイキングが収録されている。

## 収録曲
1. snowdrop
作詞/作曲：田中明仁 編曲：松岡美弥子
テレビ朝日系『BREAK OUT』2014年11月度エンディングトラック
2. stray cat
作詞/作曲：加藤和樹  編曲：吉田トオル
3. snowdrop(karaoke)
4. stray cat(karaoke)